# Heessen
Heessen ist ein Ortsteil der westfälischen Stadt Hamm. Er liegt im gleichnamigen Stadtbezirk.

## Geographie

### Lage
Heessen liegt im Nordosten der Stadt Hamm. Im Süden grenzt der Ortsteil an die Lippe.

### Gliederung
Zu Heessen gehören die Siedlungen Kötterberg (im Westen, mit dem Killwinkel), Dasbeck (im Nordwesten), Frielick (im Norden), Enniger (im Nordosten) und Westhusen (im Osten).

### Nachbargemeinden
Die ehemalige Stadt Heessen grenzte im Jahr 1974 im Uhrzeigersinn im Westen beginnend an die Städte Bockum-Hövel und Drensteinfurt (beide damals im Kreis Lüdinghausen), an die Stadt Ahlen (damals im Kreis Beckum), an die Gemeinde Uentrop (damals im Kreis Unna) sowie an die Stadt Hamm.

## Geschichte
Am 28. April 1964 wurde Heessen vom Land Nordrhein-Westfalen zur Stadt ernannt. Diese wurde am 1. Januar 1975 zusammen mit der Stadt Bockum-Hövel und mit den Gemeinden Pelkum, Rhynern (ohne den Ortsteil Hilbeck) und Uentrop in die kreisfreie Stadt Hamm eingegliedert. Bis zum 31. Dezember 1974 gehörte Heessen zum Kreis Beckum.

## Einwohnerzahlen
| Jahr | Einwohner |
| ---- | --------- |
| 1961 | 17.057    |
| 1970 | 17.700    |
| 1974 | 19.413    |

## Verkehr

### Straßen
Die Bundesstraße 63 verbindet den Westen Heessens mit Walstedde und Drensteinfurt. Die Landesstraße 507 führt im Westen nach Bockum-Hövel, Werne und Selm, im Osten nach Dolberg und Beckum. Die Landesstraße 518 führt ebenfalls nach Werne. Die Landesstraße 811 stellt nach Norden eine Verknüpfung mit Ahlen, Sendenhorst, Telgte und Lengerich her.
Durch Heessen führen die Kreisstraßen 5 und 12.

### Öffentlicher Personennah- und -regionalverkehr
Heessen hat einen Haltepunkt an der Bahnstrecke Hamm–Minden; hier halten jeweils stündlich der Rhein-Weser-Express (RE 6) in Richtung Hamm–Dortmund und Bielefeld und die Ems-Börde-Bahn (RB 69) in Richtung Hamm–Münster und Bielefeld.
Heessen ist mit den Linien 11 und 12 der Stadtwerke Hamm mit dem Hammer Stadtzentrum verbunden. Die Regionallinie R 37 verkehrt über Dolberg nach Beckum, die Linie 353 nach Ahlen.